# 皮埃尔·洛朗
皮埃尔·洛朗（1957年7月1日—）是一名法国政治家和新闻工作者，曾任《人道报》主编和法国共产党全国书记，现任参议院副主席。

## 生平
皮埃尔·洛朗的父亲是巴黎國民議會议员，也是法国共产党的高层领导。
在巴黎第一大学学习经济学，并获得硕士学位。在此期间，它是共产主义学生联盟的成员，并于1982-1985年担任共产主义学生联盟总书记。大学毕业后，他供职于《人道报》，最开始是经济专题的分析专家，1999年升格为主编，1年后成为编辑部主任。
2010年6月，皮埃尔·洛朗接替玛丽-乔治·比费，成为法国共产党全国书记。2018年11月，洛朗在法共“三十八大”上落选全国书记，被法比安·鲁塞尔取代。
| 政党职务              | 政党职务                     | 政党职务             |
| --------------------- | ---------------------------- | -------------------- |
| 前任： 玛丽-乔治·比费 | 法国共产党全国书记 2010-2018 | 繼任： 法比安·鲁塞尔 |